# Huave
Huave (Huavi, Wabi).- Indijanski narod, njihov jezik i izolirana jezična porodica s pacifičke obale Tehuantepeca, Meksiko, blizu Salina Cruza. Jedini član porodice, istoimeno je pleme i jezik. Prema nekima pripada Velikoj porodici Oto-Manguean. Ribolov i agrikultura temelje su opstanka Huavea, a svoje potrebe za osnovnom hranom i manufakturnim proizvodima podmiruju na tržnicama obližnjih gradova. Glavna gradska središta su San Mateo de Mar, San Dionisio de Mar, San Francisco de Mar i Santa Maria del Mar. Ima ih oko 10,000. Obitelj je patrilokalna.

## Vanjske poveznice
- Lengua Huave
- Huaves  Arhivirana inačica izvorne stranice od 21. listopada 2006. (Wayback Machine)